# Бенак (Горња Вијена)
Бенак (фр. Beynac) је насеље и општина у централној Француској у региону Лимузен, у департману Горња Вијена која припада префектури Лимож.
По подацима из 2011. године у општини је живело 643 становника, а густина насељености је износила 51,15 становника/km². Општина се простире на површини од 12,57 km². Налази се на средњој надморској висини од 324 метара (максималној 356 m, а минималној 207 m).

## Демографија
| 1962. | 1968. | 1975. | 1982. | 1990. | 1999. | 2011. |
| ----- | ----- | ----- | ----- | ----- | ----- | ----- |
| 326   | 372   | 349   | 386   | 467   | 478   | 643   |

График промене броја становника у току последњих година